# Physaria douglasii
Physaria douglasii är en korsblommig växtart som först beskrevs av Sereno Watson, och fick sitt nu gällande namn av O'kane och Al-shehbaz. Physaria douglasii ingår i släktet Physaria och familjen korsblommiga växter.

## Underarter
Arten delas in i följande underarter:
- P. d. douglasii
- P. d. tuplashensis